# The Secret Life of...
The Secret Life Of... es el álbum debut del dúo australiano The Veronicas. Fue lanzado por Warner Bros. el 17 de octubre de 2005 en Australia y el 14 de febrero de 2006 en Estados Unidos.

## Información
Algunos años atrás, Lisa y Jess Origliasso grabaron un demo y comenzaron a buscar una compañía discográfica. En 2004 firmaron un importante contrato con Sire Records, propiedad de Warner Music. Al año siguiente, crearon un impresionante catálogo de canciones, muchas de ellas fueron escritas con la colaboración de famosos compositores.
The Secret Life Of... vio la luz el 17 de octubre de 2005, fecha de su lanzamiento en Australia y El Día de San Valentín de 2006 fue lanzado en Estados Unidos y otras partes del mundo.
El álbum alcanzó la posición #2 en Australia y fue certificado como 4x Platino (+280 000 copias vendidas), también debutó en el #5 en Nueva Zelanda y alcanzó el #3 en la lista Billboard Top Heatseekers.
Hasta ahora, han sido lanzados cuatro singles. 4ever tuvo gran aceptación en la radio australiana y llegó al #2 en la lista de sencillos más vendidos de la ARIA, se mantuvo 13 semanas consecutivas entre los 10 primeros lugares, vendiendo más de 70 000 copias. Sus siguientes dos singles, Everything I'm Not y When It All Falls Apart, fueron bien recibidos pero sin causar tanto furor como el primer sencillo, sin embargo, ambos llegaron a la posición #7 de las listas musicales de Australia y cada uno vendió más de 35 000 copias. Revolution es el cuarto y más reciente sencillo, lanzado el 7 de agosto de 2006.

## Lista de canciones
1. "4ever" (Lukasz "Dr. Luke" Gottwald, Max Martin) 3:30
2. "Everything I'm Not" (Gottwald, Martin, Lisa Origliasso, Rami) 3:23
3. "When It All Falls Apart" (Josh Alexander, Jessica Origliasso, L. Origliasso, Billy Steinberg) 3:14
4. "Revolution" (Chantal Kreviazuk, Raine Maida) 3:06
5. "Secret" (Tony Gad, Toby Gad, J. Origliasso, L. Origliasso) 3:34
6. "Mouth Shut" (Toby Gad, J. Origliasso, L. Origliasso) 3:39
7. "Leave Me Alone" (Alexander, J. Origliasso, L. Origliasso, Steinberg) 3:31
8. "Speechless" (Toby Gad, J. Origliasso, L. Origliasso) 3:57
9. "Heavily Broken" (Eric Nova, J. Origliasso, L. Origliasso) 4:17
10. "I Could Get Used to This" (Alexander, J. Origliasso, L. Origliasso, Steinberg) 3:16
11. "Nobody Wins" (Kara DioGuardi, Clif Magness, J. Origliasso, L. Origliasso) 3:53
12. "Mother Mother" (Tracy Bonham) 3:07

### Pistas adicionales
En algunos países, el álbum fue editado y se incluyeron algunos tracks adicionales a la lista de canciones oficial.
1. "Did Ya Think" (Kara DioGuardi, Clif Magness, J. Origliasso, L. Origliasso) (edición estadounidense) - 2:45
2. "How Long" (Malcolm Pardon, Fredrik Rinman, J. Origliasso, L. Origliasso) (edición estadounidense) - 3:53
3. "A Teardrop Hitting The Ground" (Rick Nowels, Kelli Ali) (edición brasileña)- - 3:13

## Posiciones en las listas

### Posicionamiento
| Australia ARIA Top 50 Albums | 2  |                              |   |
| Nueva Zelanda Top 40 Albums  | 5  |                              |   |
| Suiza Top 100 Albums         | 61 |                              |   |
| US Billboard 200             | 9  | US Billboard Top Heatseekers | 3 |

### Trayectoria en las listas
| ARIA Top 50 Album | ARIA Top 50 Album | ARIA Top 50 Album | ARIA Top 50 Album | ARIA Top 50 Album | ARIA Top 50 Album | ARIA Top 50 Album | ARIA Top 50 Album | ARIA Top 50 Album | ARIA Top 50 Album | ARIA Top 50 Album | ARIA Top 50 Album | ARIA Top 50 Album | ARIA Top 50 Album | ARIA Top 50 Album | ARIA Top 50 Album | ARIA Top 50 Album | ARIA Top 50 Album | ARIA Top 50 Album | ARIA Top 50 Album | ARIA Top 50 Album | ARIA Top 50 Album | ARIA Top 50 Album | ARIA Top 50 Album | ARIA Top 50 Album | ARIA Top 50 Album | ARIA Top 50 Album | ARIA Top 50 Album | ARIA Top 50 Album | ARIA Top 50 Album | ARIA Top 50 Album |
| Semana            | 01                | 01                | 03                | 04                | 05                | 06                | 07                | 08                | 09                | 10                | 11                | 12                | 13                | 14                | 15                | 16                | 17                | 18                | 19                | 20                | 21                | 22                | 23                | 24                | 25                | 26                | 27                | 28                | 29                | 30                |
| ----------------- | ----------------- | ----------------- | ----------------- | ----------------- | ----------------- | ----------------- | ----------------- | ----------------- | ----------------- | ----------------- | ----------------- | ----------------- | ----------------- | ----------------- | ----------------- | ----------------- | ----------------- | ----------------- | ----------------- | ----------------- | ----------------- | ----------------- | ----------------- | ----------------- | ----------------- | ----------------- | ----------------- | ----------------- | ----------------- | ----------------- |
| Posición          | 7                 | 10                | 14                | 16                | 17                | 18                | 16                | 11                | 12                | 17                | 9                 | 13                | 5                 | 6                 | 6                 | 7                 | 9                 | 12                | 13                | 11                | 7                 | 6                 | ?                 | ?                 | 7                 | 3                 | 2                 | 2                 | 5                 | 6                 |
| Semana            | 31                | 32                | 33                | 34                | 35                | 36                | 37                | 38                | 39                | 40                | 41                | 42                | 43                | 44                | 45                | 46                | 47                | 48                | 49                | 50                | 51                | 52                | 53                | 54                | 55                | 56                | 57                | 58                | 59                | 60                |
| Posición          | 8                 | 10                | 8                 | 11                | 12                | 12                | ?                 | 17                | 22                | 16                | 9                 | 7                 | 8                 | 13                | 23                | 20                |                   |                   |                   |                   |                   |                   |                   |                   |                   |                   |                   |                   |                   |                   |

| Nueva Zelanda Top 40 Albums | Nueva Zelanda Top 40 Albums | Nueva Zelanda Top 40 Albums | Nueva Zelanda Top 40 Albums | Nueva Zelanda Top 40 Albums | Nueva Zelanda Top 40 Albums | Nueva Zelanda Top 40 Albums | Nueva Zelanda Top 40 Albums | Nueva Zelanda Top 40 Albums | Nueva Zelanda Top 40 Albums | Nueva Zelanda Top 40 Albums | Nueva Zelanda Top 40 Albums | Nueva Zelanda Top 40 Albums | Nueva Zelanda Top 40 Albums | Nueva Zelanda Top 40 Albums | Nueva Zelanda Top 40 Albums | Nueva Zelanda Top 40 Albums | Nueva Zelanda Top 40 Albums | Nueva Zelanda Top 40 Albums | Nueva Zelanda Top 40 Albums | Nueva Zelanda Top 40 Albums | Nueva Zelanda Top 40 Albums | Nueva Zelanda Top 40 Albums | Nueva Zelanda Top 40 Albums | Nueva Zelanda Top 40 Albums | Nueva Zelanda Top 40 Albums | Nueva Zelanda Top 40 Albums | Nueva Zelanda Top 40 Albums | Nueva Zelanda Top 40 Albums | Nueva Zelanda Top 40 Albums | Nueva Zelanda Top 40 Albums |
| Semana                      | 01                          | 02                          | 03                          | 04                          | 05                          | 06                          | 07                          | 08                          | 09                          | 10                          | 11                          | 12                          | 13                          | 14                          | 15                          | 16                          | 17                          | 18                          | 19                          | 20                          | 21                          | 22                          | 23                          | 24                          | 25                          | 26                          | 27                          | 28                          | 29                          | 30                          |
| --------------------------- | --------------------------- | --------------------------- | --------------------------- | --------------------------- | --------------------------- | --------------------------- | --------------------------- | --------------------------- | --------------------------- | --------------------------- | --------------------------- | --------------------------- | --------------------------- | --------------------------- | --------------------------- | --------------------------- | --------------------------- | --------------------------- | --------------------------- | --------------------------- | --------------------------- | --------------------------- | --------------------------- | --------------------------- | --------------------------- | --------------------------- | --------------------------- | --------------------------- | --------------------------- | --------------------------- |
| Posición                    | 5                           | 6                           | 14                          | 19                          | 28                          | 31                          | 25                          | 27                          | 30                          | 35                          | 32                          | 23                          | 18                          | 27                          | 34                          | 28                          | 32                          | 31                          | 40                          | –                           | 40                          |                             |                             |                             |                             |                             |                             |                             |                             |                             |

| Posición | 61 | 75 | 95 | 92 |  |  |  |  |  |

## Sencillos
- 4ever
- Everything I'm Not
- When It All Falls Apart
- Revolution